# Joey Graham
Joseph Graham, detto Joey (Wilmington, 11 giugno 1982), è un ex cestista statunitense, professionista nella NBA.

## Carriera
Al draft NBA 2005 venne scelto dai Raptors con la 16ª chiamata.
Suo fratello gemello Stephen è stato a sua volta un cestista NBA.

## Palmarès
- NCAA AP All-America Third Team (2005)